# Groupe de secours catastrophe français
 (mai 2013).
Si vous disposez d'ouvrages ou d'articles de référence ou si vous connaissez des sites web de qualité traitant du thème abordé ici, merci de compléter l'article en donnant les références utiles à sa vérifiabilité et en les liant à la section « Notes et références ».
Le groupe de secours catastrophe français, abrégé en GSCF, est une organisation non gouvernementale française fondée en 1999. Elle fait partie des organismes de secourisme en France.
Cette organisation est notamment intervenue après l'ouragan Katrina ainsi qu'en 2006 au Liban lors du conflit israélo-libanais. Dernièrement, elle est intervenue lors des inondations de la région de Valence (Espagne) en 2024.

## Présentation
Le GSCF est une organisation de solidarité internationale. Elle a été fondée en 1999 par Thierry Velu, sapeur-pompier professionnel.

### Objectifs
Ses objectifs :
- de porter secours et assistance aux personnes victimes de séismes, d'ouragans, d'inondations, d'attentats ou de toute autre catastrophe d'origine naturelle ou humaine dans le monde ;
- de prendre en charge et d'effectuer des opérations humanitaires à caractère urgent ou s'inscrivant dans la durée ;
- de s'impliquer dans des missions à caractère social sur le territoire national ;
- de diffuser le plus largement possible les informations concernant les risques majeurs de catastrophes auprès des différents publics dans le cadre d'une démarche de prévention.

### Valeurs et organisation
Organisation indépendante et apolitique, le GSCF intervient auprès des victimes sans discrimination ethnique, politique, religieuse ou culturelle. Organisation à but non lucratif, le GSCF repose sur l’engagement volontaire de ses membres. Par respect des personnes, le GSCF a choisi de ne jamais communiquer sur ses missions au travers d’images de victimes mourantes.
Le GSCF est divisé en cinq grands secteurs d’activité :
1. Département urgence-secours ;
2. Département humanitaire ;
3. Département bénévolat ;
4. Département social France ;
5. Département prévention « Conseil et formation ».